# Страдун

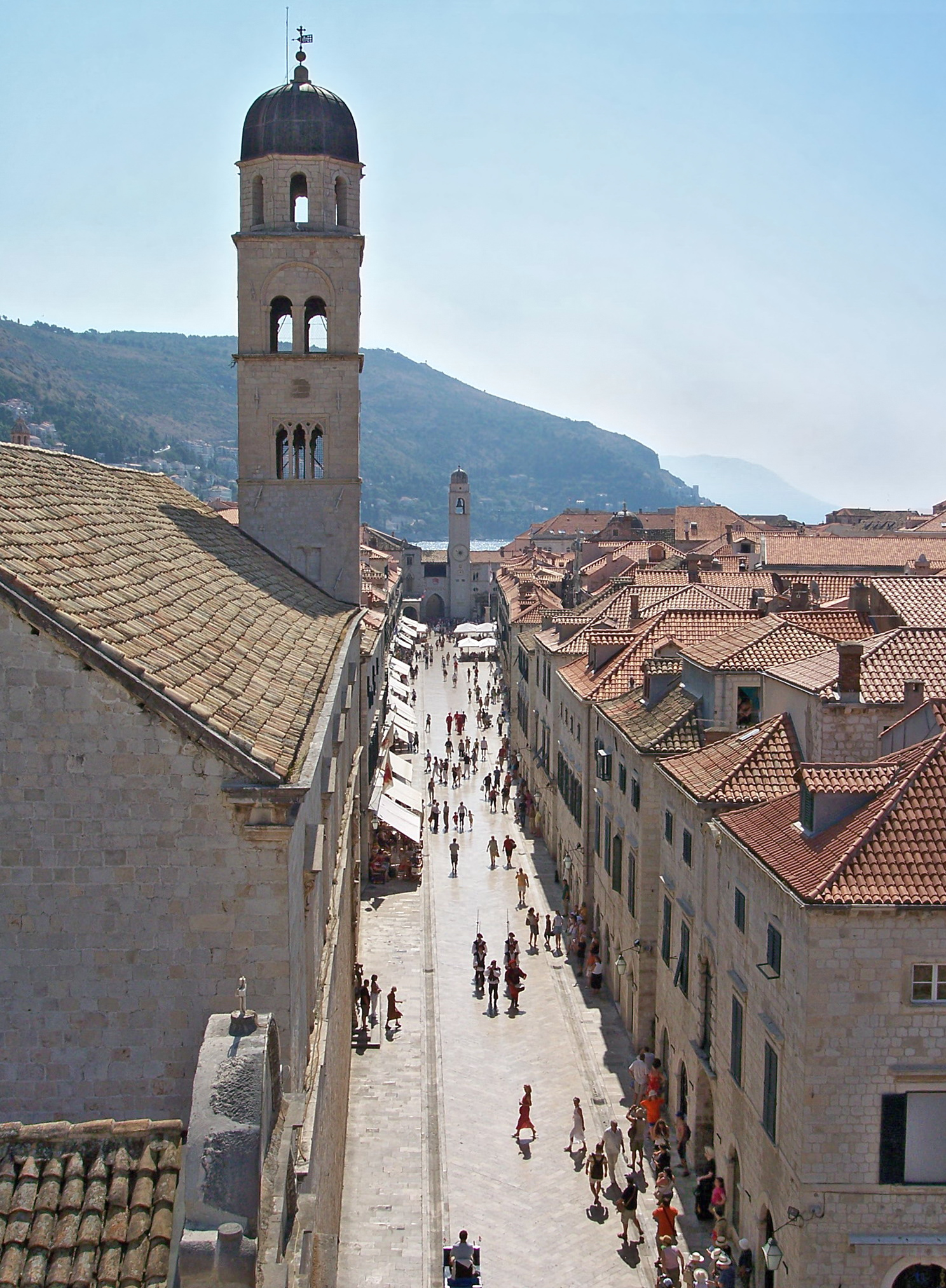
Вид на Страдун

Страдун (хорв. Stradun, італ. Stradone) — головна вулиця історичного центру міста Дубровник, Хорватія. Вулиця, як і всі вулиці Старого міста, є пішохідною. Вона вимощена вапняком і її довжина становить 300 метрів.
Раніше на місці сучасної вулиці був заболочений канал, що відділяв острівне поселення Рагузу від материкової Дубрави, поки в IX столітті вони не з'єдналися в одне місто. Страдун проходить через усе місто зі сходу на захід, поєднуючи західний вхід, який називається «Брама Піла», зі східною «Брамою Плоче». На обох кінцях вулиці стоять фонтани XV століття — Великий Онуфрієвий фонтан на західному кінці і Малий Онуфрієвий фонтан на східному і дзвіниці: Міська дзвіниця на заході і дзвіниця францисканського монастиря на сході.

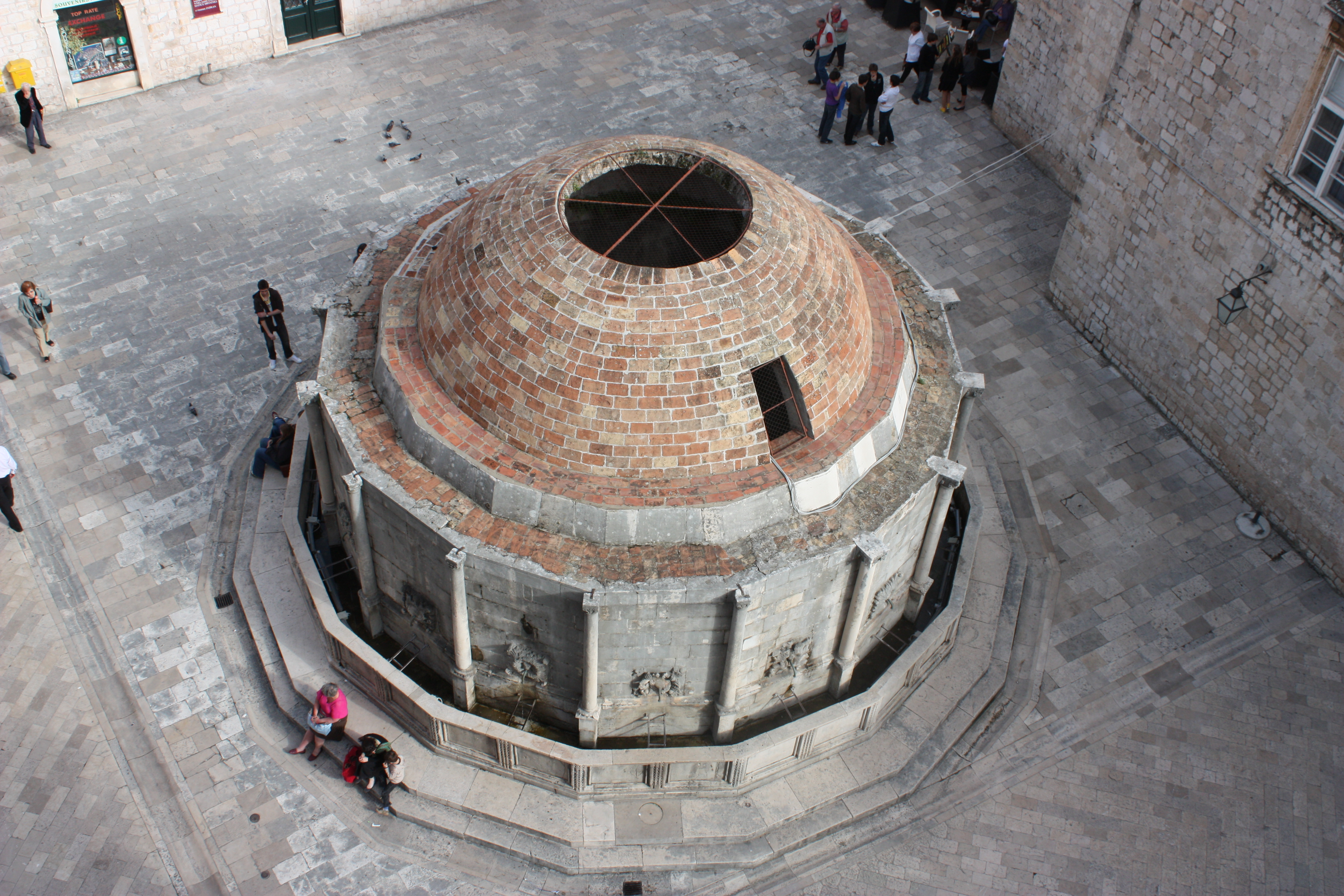
Великий Онуфрієвий фонтан

Страдун став головною вулицею міста в XII столітті, і його сучасний вигляд переважно сформувався після землетрусу 1667 року, під час якого більшість будівель були зруйновані. До землетрусу будинки не були виконані в єдиному стилі, як зараз — з частим використанням аркад і майстерним оздобленням. Після землетрусу й подальшої пожежі в Рагузькій республіці ухвалили закон, що визначав майбутнє планування міста.
Завдяки цьому всі будівлі Страдуна XVII століття відповідають єдиній моделі — на перших поверхах розміщено магазини з виходами на вулицю. Двері й вікна виконані під напівкруглою аркою. Протягом дня двері залишаються зачиненими, а товари подаються покупцям через вікно.. На других поверхах розташовуються житлові приміщення, а на третьому — інші кімнати. Кухні завжди влаштовуються на лофтах над третім поверхом для запобігання можливому поширенню вогню.
Наприкінці XX століття Страдун і деякі навколишні будинки були пошкоджені під час облоги Дубровника, однак більшість їх відремонтували.
На Страдуні багато архітектурних пам'яток Дубровника, тож він — популярне місце прогулянок для туристів. Щорічно 3 лютого Страдуном відбувається врочиста хода на честь свята Власія Севастійського, святого покровителя Дубровника. На Страдуні також проводять концерти й відзначають переддень Нового року.